# Alvin Ceccoli
Alvin Warren Ceccoli (* 5. srpen 1974) je bývalý australský fotbalista a reprezentant.

## Reprezentační kariéra
Alvin Ceccoli odehrál 6 reprezentačních utkání. S australskou reprezentací se zúčastnil Oceánského poháru národů roku 1998.

## Statistiky
| Austrálie | Austrálie | Austrálie |
| Roky      | Záp.      | Góly      |
| --------- | --------- | --------- |
| 1998      | 4         | 1         |
| 1999      | 0         | 0         |
| 2000      | 0         | 0         |
| 2001      | 0         | 0         |
| 2002      | 0         | 0         |
| 2003      | 0         | 0         |
| 2004      | 0         | 0         |
| 2005      | 0         | 0         |
| 2006      | 2         | 0         |
| Celkem    | 6         | 1         |